# Иса-бег Исаковић
Иса-бег Исаковић је био један од првих исламизираних српских заповједника у османској покрајини Босни и оснивач махала, касније градова: Сарајева, Шапца и Новог Пазара. Као уџ бег (тур. Uc-Bey), управљао је Скопским и Босанским крајиштем (Уџова) од 1454. до 1463. и Босанским санџаком од 1464. до 1469. године и дао је велики допринос развоју ових покрајина. Био је посинак првог бега Босне, Исак-бега (по којем носи презиме Исаковић), и отац је шестог босанског санџак-бега Гази Мехмед-бега, као и градитељ бројних вјерских и свјетовних објеката.

## Поријекло
Иса-бег Исаковић је био задњи управник Босанског крајишта и други санџакбег Босанског санџака. Примио је ислам и постао усвојени син првог бега Босне, Исак-бега, и отац шестог босанског санџак-бега Гази Мехмед-бега.
О тачном породичном поријеклу Иса-бега Исаковића постоје двије основне тезе.
- Један дио историчара заступа тезу да је ријеч о брату Стефана Вукчића Косаче, Исаку Хранићу (Хранчевић), који га је предао Мехмеду II као гаранцију лојалности. По овој теорији Иса-бег је, након што га је усвојио Исак-бег, примио ислам, те за ондашње прилике изградио завидну војничку и политичку каријеру.
- По другима, Иса или Исак Павловић је заробљен током једног упада акинџија на посјед великашка породице Павловић, иначе господара великог дијела источне Босне, укључујући и средњовјековну жупу Врхбосну. У заробљеништву се доказао као изузетно способан, што је вођу споменутих акинџија подстакло да му остави имање, али и позицију коју је имао.

Постоје и неке алтернативне теорије, као она Лидије Кумбараџи, историчарке из Скопља, која оспорава горенаведене тезе и сматра да је Исак-бег потомак Пашајит-бега из Кападокије (Сарухана) и да од Пашајит-бега води поријекло и породица Кумбараџи из Скопља. Већина историчара, ову тврдњу сматра недовољно утемељеном.

## Босански санџак
Након освајања Босне, а затим и Херцеговине, Османлије су пришле оснивању Босанског санџака који се састојао од освојене земље босанског краља, области Павловића и Ковачевића и освојене земље Херцегове које су претворене у вилајете и припојене постојећим вилајетима у Рашкој и Босни.
За првог босанског санџакбега постављен је Минетоглу Мехмед-бег од 1463. до 1464. године, а после њега и Иса-бег Исаковић. У Сарајеву је Минетоглу Мехмед-бег подигао џамију, те установио задужбину којој је завештао и грађевине за потребе финансирања функционисања џамије. А језгро града које се формирало, названо је Минетзад-бег Мехмедова махала. Очигледно је да је након његове смрти, на његово мјесто постављен Гази Иса-бег. Од 1464. до 1469. године Иса-бег Исаковић је био санџакбег Босанског санџака. Имао је велика имања у вилајетима: Јелеч, Звечан, Ходиђед, Сјеница, Рас, Скопље и Калканделен (Тетово). Међутим ранији османски вилајети и области у старој Рашкој: Звечан, Јелеч, Рас, Сјеница, Моравица и Никшићи, који су касније претворени у истоимене нахије, прикључени су Босанском санџаку тек 1464. године кад је санџакбегом овог санџака постао Иса-бег Исаковић.

### Офанзива Угарске и Венеције
Недуго после османског освајања Босне, Угарска и Млетачка република су уз помоћ папе организовале савез против Османлија 12. септембра 1463. године и почеле да врше нападе на османску територију у Босни почетком октобра 1463. године. Тако су угарске трупе у Босну ушле преко Саве код Градишке освојиле Кључ, а затим и Јајце. Акцију угарског краља Матије Корвина потпомагао је са југа Херцег Стјепан и његови синови који су освојили велики дио југозападне Босне и затворили приступ Јајцу, а затим упали у област Павловића и Ковачевића, освојили девет градова и доспјели до пред Сребреницу.
Због овакве ситуације, да султан не би потпуно изгубио ову земљу, он је почетком 1464. године дошао у Босну и упутио се са војском на Јајце. Међутим, султан безуспјешно опсједа град од 12. јула до 22. августа 1464. године, када се повукао. Тада је Матија Корвин напао сјевероисточну Босну у настојањима да створи одбрамбену линију од Београда до Јајца. Главни његов циљ био је Зворник - кључ Дрине. У походу према Зворнику угарски краљ је освојио Сребреник и још три града, али је без успјеха опсједао град Зворник.
Резултат овог ратовања био је да су сјеверна Босна (Доњи крајеви и Усора) дошле под угарску власт, док је султану остала источна и централна Босна. Матија Корвин је од освојених области образовао двије бановине: Јајачку и Сребреничку. Тако је територија Босанског санџака, већ у првим мјесецима његовог постојања знатно смањена. На истоку и сјевероистоку он се граничио са Смедеревским санџаком, који је у средњем Подрињу прелазио Дрину и обухватао Сребреницу, Зворник, Кушлат и Шубин са њиховим подручјем. На сјеверу Босански санџак се граничио са угарским подручјем у споменутим бановинама. Између османског и угарског посједа је дуго времена постојао врло широк појас ничије земље, тако да су, нпр. 1469. године најсјеверније утврђене османске тачке биле Кључевац, у бившој области Ковачевића, Врандук на ријеци Босни и Сусид на Врбасу.

### Поновно ширење Босанског санџака
Османско освајање на простору Босне настављено је и за вријеме Иса-бега Исаковића. Искористивши пометњу породичне свађе код Херцега и његових синова, војска под командом босанског санџакбега Иса-бега Исаковића и његових војвода Исмаила и Ахмеда, провалила је у јулу 1465. године у Херцегову земљу и успјела да брзо продре све до дубровачке границе. У њихове руке најпре су доспјели Милешевац, Самобор, Прилеп (негдје на Лиму, можда Пријепоље), а онда и остали градови на истоку. Током 1465. године пали су Херцегови градови на истоку и у Подрињу. У септембру исте године били су у њиховим рукама Луг, Љубомир, Попово, Журовићи и Поцрње, у октобру Ускопље и Бијела, у новембру Врсиње (Зупци), Гацко и Кути. До децембра те године заузели су и Церницу. Следеће године држали су још Корита, Бањане и Риђане, а 1467. били су господари и Требиња. После 3. јуна 1466. освојили су Благај, а до маја 1468. године и Кључ. Земље и градове које су одузели од херцега Стјепана и његових синова, од почетка своје офанзиве до почетка 1470. године, Османлије су спојиле у један вилајет који су припојили суседном Босанском санџаку. Непосредну управу у појединим нахијама у Хецеговини вршиле су војводе Босанског санџака Иса-бега Исаковића. Од освојених територија у Херцеговини, почетком 1470. године основан је посебан Херцеговачки санџак.
Међутим у вријеме Иса-бега Исаковића као босанског санџакбега у Босни је дошло до обнављања Босанског краљевства. Наиме због угарских позиција на сјеверу, Сребреничке и Јајачке бановине, Османлије територије које су држале у Босни нису сматрале сигурним. Ту несигурност појачавала је и чињеница што становници Босне и Херцеговине нису били задовољни ни с једним ни с другим владарима и нису мировали. Да би код становника Босне и Херцеговине створили илузију да се обнавља босанска држава и успоставили какав-такав коридор између својих и угарских посједа у Босни, Османлије су крајем 1465. године или нешто раније предале сјеверне дијелове Босанског санџака на управу члану династије Котроманића, Матији, сину свог штићеника и претедента Радивоја и поставили га за краља Босне. Област новог Босанског краљевства простирала се од Лашве на сјеверу до подручја угарских банова, а састојала се од шест градова и њихових подручја. Резиденција краљева била је по свој прилици у Врандуку. Он је ту имао своју властелу и економски имунитет на свом подручју.

## Османски пописи у јужнословенским земљама
Након освајања Цариграда Мехмед II је приступио организовању општег пописа становника свог царства у Европи и Азији. Том приликом извршен је попис и становника јужнословенских земаља под османском влашћу. Од тог пописа до сада су пронађена три дефтера која се односе на јужнословенске земље:
1. Појединачни попис у царским хасовима у вилајетима у Звечану и Никшићима и хасова великог везира и румелијског беглербега вилајетима: Скопљу, Јелечу (тзв. Област Бранковића и у вилајету Бистрици (призренској), а затим детаљан попис скопског и тетовског вилајета. Највјероватније је настао у 1455. године;
2. Збирни попис хасова крајишника Иса-бега Исаковића и тимара његових људи, (ешкинџија) спахија и мустахфиза у вилајетима Јелечу, Звечану, Никшићима, Ходиђеду, Сјеници, Расу, Скопљу и Тетову, маја 1455. године;
3. Појединачни попис тзв. Области Бранковића (tur. Vilajet-i V'lk) (касније Вучитрнског санџака) који је завршен крајем јуна 1455. године.

### Попис крајишта Иса-бега Исаковића
Попис крајишта Иса-бега Исаковића представља једну од најстаријих османских катастарских књига јужнословенских земаља, која се односи на област којим је тада управљао Иса-бег Исаковић (микрофилм са снимцима пописа је у поседу Оријенталног института у Сарајеву). Овај попис представља збирни попис крајишта Иса-бега Исаковића у којем су пописани:
1. Хасови Иса-бега, сина Исак-бега;
2. Тимари мустахфиза града Звечана;
3. Тимари ешкинџија [нахије] Звечана;
4. Тимари ешкинџија нахије Јелеча;
5. Тимари мустахфиза града Јелеча;
6. Тимари ешкинџија вилајета Никшића;
7. Делови Иса-беговог хаса у вилајету Калканделен, које је држала његова „узвишена госпођа“, његов син Мехмед челебија и његови хизмећари;
8. Хасови тетовског субаше Хасан-бега Зенебисија, тимари тетовских спахија и ешкинџија;
9. Тимари мустахфиза града Собри;
10. Хасови скопског субаше чокодара Али-бега;
11. Тимари ешкинџија скопског вилајета.

Хас Иса-бега Исаковића налазио се у вилајетима Јелеч, Сјеница, Звечан, Рас, Никшићи и Сарај-оваси (Сарајево), затим у вилајетима Скопље и Калконделен (Тетово), те у вилајету В'лк. Приходи Иса-бега Исаковића осим Скопља износили су 763.000 акчи. На простору Босанског крајишта „у хас Иса-бега Исаковића спадала је филурија на куће целог вилајета, годишњи трибут“ нахије Тилаве и натурална рента од пет односно четири села и седам мезри.

## Исаковић као задужбинар и оснивач Сарајева
Како је већ споменуто, развој Сарајева почиње од подизања Цареве џамије (гдје Вјекослав Скарић у свом дјелу „Сарајево и његова околина од најстаријих времена до аустроугарске окупације“ наводи као доказ да је најстарија, по томе што су је савременици службено звали Стара џамија) и изградње двора, односно сараја (тур. saray) који је подигао Иса-бег Исаковић.
Сарајево је настало на подручју жупе Врхбосне. Жупа Врхбосна се спомиње у повељи Беле IV 1244. године. Она је обухватала данашње Сарајевско поље. Није познато када је жупа Врхбосна добила свој град. Врхбосна као жупа била је центар Босне и стјециште домаће и стране трговине. Град Врхбосна се спомиње изричито тек 1379. године, а 1415. као подручје гдје је сахрањен војвода Павле Раденовић. Она је била у рукама кнезова Раденовића-Павловића, а Османлије је заузимају 1416. године у вријеме Исак-бега. Године 1435. Османлије коначно освајају ову жупу.
Питањем постанка Сарајева бавило се до сада неколико историчара узгред или посебно. Резултати њихових проучавања своде се углавном на то да је у средњовјековној жупи Врхбосни постојао истоимени град који је лежао на мјесту Бијеле Табије, у цитадели данашњег сарајевског града на Вратнику и то да је тај град имао своје подграђе у коме се још у средњем вијеку развила варош Врхбосна, а из ње данашње Сарајево. Међутим, даље Хазим Шабановић у свом делу, „Постанак и развој Сарајева“ тврди да средином 15. вијека није постојао град Врхбосна у истоименој жупи, што се види на основу пописа крајишта Иса-бега Исаковића 1455. године, гдје се наводе остале тврђаве на друму Скопље-Сарајево, које су дотле Турци били заузели. У томе се попису као утврђени град у жупи Врхбосни наводи само Ходиђед.
Према томе, можемо закључити да у средњем вијеку није постојао град Врхбосна. Међутим у жупи Врхбосни било је више тргова, од којих је најпознатији био Врхбосна, гдје се, према најстаријем попису Босанског санџака из 1468. године спомиње под називом Ески Трговиште — Старо Трговиште. У овом мјесту се још од почетка 15. вијека трговало уторком, те се по томе назвало Торник. У попису ове области из 1455. године спомиње се трг Торник, који је у ствари Стара Варош и Старо Трговиште османских извора из 1462. и 1468. године.
Стога се из ових навода може закључити да прије доласка Османлија, на подручје данашњег Сарајева није било ни утврђеног града ни већег трга. Најстарији османски пописи доносе пописе пустих села, тргова и мезри, а према попису из 1455. године подручје Врхбосне, Османлије су називали Вилајет Ходиђед и Вилајет Сарај-оваси (Сарајевско поље).
Вилајет Ходиђед добио је име по истоименом граду у жупи Врхбосни, а Вилајет Сарај-оваси по сарају (двору) којег је подигао Иса-бег Исаковић на лијевој обали Миљацке на Бистрику. Наиме зграде у којима су живјели босански намјесници за вријеме османске управе звале су се сараји, беглук-сараји (бејлук-сарај) и конаци. На мјесту гдје је била зграда Југословенске народне армије саграђен је нешто прије 1462. године двор или сарај, у коме су боравили намјесници. По том сарају зове се у једном документу из 1462. Врхбосна Сарајова (Сарајевско поље) док се у свим каснијим исправама зове Сарај, Босна-сарај и Сарајево. Најстарија за сада позната исправа, у којој се Врхбосна зове Сарај-ова, написана је 1462. године, и према томе, сарај или двор за намјеснике саграђен је између 1435. и 1462. године, у годинама када је Иса-бег био санџак-бег Босанског санџака.
Турски географ из прве половине 17. вијека Хаџи калфа (Ћатиб Челебија) пише како је двор или сарај подигао султан Фатих Мехмед II, што ће рећи да је та зграда настала у Фатихово доба, тј. између 1453. и 1462. године. До сараја и бање, коју је Иса-бег подигао, саграђен је и водовод. Како је изгледала ова зграда не зна се. У њој су становали од 1463. до 1553. санџакбегови, и када је око 1553. пренесено сједиште намјесника у Бању Луку, сарај је остао празан, али су у њему повремено боравили намјесници.

### Задужбине у Сарајеву и осталим мјестима
Сарајевски крај се налазио на једном веома фреквентном мјесту, кроз који је пролазио тзв. Босански друм, који је ишао из унутрашњости Балкана преко Босне за Далмацију и Сјеверну Хрватску. Тако је и сам геостратешки и привредни елемент утицао на развој и изградњу Сарајева. Међутим за оснивача и утемељитеља Сарајева сматра се Иса-бег Исаковић који је својим вакуфима (задужбинама) допринио развоју Сарајева. Варош се с обје стране Миљацке изграђивала око намјесниковог двора (сараја), који је био саграђен на лијевој обали Миљацке, мало при брду ондје гдје је и после био Беглук, а у 19. вијеку саграђена касарна. По пољу око сараја (турски сарај-ова) назвала се нова варош Сарајова, „што је наш свијет по свом изговору преудесио у Сарајево“. Међутим, Бехија Златар даје објашњење настанка назива града у својој књизи „Златно доба Сарајева“. Име Сарајева потиче од назива Сарај-оваси (Saray-ovasi), како су Турци називали целу жупу Врхбосну када су је дефинитивно освојили. Одбацивањем другог дијела из конструкције Сарајево Поље (Сарај-оваси) дошло је до назива Сарајево. У најранијим турским изворима Сарајево се назива Saray, а у западним Врхбосна односно Врхбосање.
Најстарији извор за проучавање Сарајева јесте Вакуфнама Иса-бега Исаковића из 1462. године, која се узима и као година оснивања Сарајева. У вакуфнами Иса-бега Исаковића, Сарајево се спомиње као касаба, а да би неко насеље било касаба мора да има џамију у којој се клања џума петком, те свих пет дневних молитава затим трг то јест постојање чаршије, те одржавање седмичног пазарног дана.
Поред двора Иса-бег Исаковић је подигао и месџид 1457. године, којег је формално поклонио султану Мехмеду II Фатиху. Касније је тај месџид претворен у џамију, која је у бити била државна. Иначе већина првих џамија подигнутих у Босни, настале су на иницијативу државе, односно владајућег султана. Ова, чију је изградњу сигурно иницирао султан Мехмед, добила је назив Царева џамија. Њени службеници исплаћивани су из државних прихода од хришћанске џизије (главарине) у сарајевској нахији.
Сматрајући земљиште средњовјековног села Бродца, које се налазило на Бентбаши, а протезало се до Башчаршије, погодним да на њему заснује нови град, Иса-бег је то земљиште одузео од ранијих власника, а у замјену им дао земљу у селу Вранчић у Храсници. На том простору почело је урбана градња Сарајева. Као поклоник дервиша ту је саградио текију (завију) и мусафирхану (гостионица), што је најстарија мусафирхана у Босни. Према задужбини која је датирана на вријеме између 1. фебруара и 3. марта 1462. године ова Иса-бегова задужбина састоји се од три куће, једне штале, једног ограђеног дворишта и осталог што је потребно. Према закладници ове зграде су служиле као коначиште и текија сиромашним муслиманима, ученицима, сејидима, ратницима и путницима намјерницима. Ту се кувала и бесплатно дијелила храна (месо, пиринач и хљеб) путницима и службеницима коначишта, а вишак хране дијељен је сиромашној дјеци у граду Сарајеву. Гости су имали право на храну само три дана. Тако је и насеље око текије све до Башчаршије називано Иса-бегова махала, све до 1526. кад је у тој махали саградио џамију Муслихудин Мустафа Чекрекчија. Од тада се зове Чекрекчијина махала.
Иса-бег је затим завештао и један млин са више витлова, док се касније спомиње 9 витлова и земљу крај млина, који су се звали Есебегови млинови на Бентбаши, једну бању (гдје је данас модерно саграђена Иса-бегова бања до Цареве џамије). Такође, Иса-бег даровао је и многе земље у данашњој чаршији и изван ње. У чаршији је подигао велики хан (данашња Колобара). Године 1878, у самом Сарајеву, било је 50 што већих што мањих ханова, а из једног пописа састављеног те године се види да је у њих могло стати 2.640 особа и 1.262 коња. Од њих свих по величини и архитектури најпознатији су били: Колобара - власништво Гази Иса-бега из 1462 и Ташлихан - власништво вакуфа Гази Хусрев-бега. Један млин на потоку у Кошеву и земља с обје стране потока, као и млин и земља у селу Булину и селу Касетићима, те један млин на рјеци Жељезници (данашња Фојница) у височкој нахији, земља у Љубогошти и Брусу (на Требевићу) и велики планински комплекс на Требевићу до Скакнића и Вагња, су такође нека од његових задужбина. Вакуфнама носи датум месеца џемази-ул-евела 866 (1 II-3 1462).
Дакле, настанак Сарајева везан је за долазак Османлија, а основе будућег града (шехера), и касније престолнице Босанског санџака, касније ејалета, поставио је Иса-бег Исаковић.

### Нови Пазар и Скопље
Иса-бег Исаковић је такође познат по својим задужбинама у Новом Пазару, чиме је постао оснивач тога града. Средином 15. века, најзначајније место у долини реке Рашке било је Старо Трговиште које су Турци освојили у пролеће 1455. године и прозвали Стари Пазар (тур. Eski Bazar). У овом месту се 1459. године помиње турски субаша, а 1461. године ту столује кадија. Управо у то време помиње се и оближње Ново Трговиште које су Турци прозвали Нови Пазар (тур. Yeni Bazar). За развој овог места заслужан је управо Иса-бег Исаковић који је ту подигао војни логор, а затим хамам, те џамију, која је порушена након Првог свјетског рата због дотрајалости. Свој војни значај Нови Пазар је изгубио са падом Босне 1463, те послије коначног пада Херцеговине 1481. и Зете 1499. под османску власт. Послије оснивања Босанског санџака прикључен му је и новопазарски крај. Крајем 15. вијека име Јелеч се губи а замјењује га назив вилајет Нови Пазар (вилајет Јениџе Пазар).
Године 1470. Исак-бег Исаковић, по идеји Мехмеда II Освајача са 20.000 људи зида шабачку тврђаву, Бигир Делен. Убрзо како је завршен, град Шабац је почео да игра улогу која му је била намењена. Већ 1472. године, по писању савремених хронолога, спомиње се војска Али-бега и Иса-бега са значајним војним успјесима преко Саве у Срему.
 Иса-бег Исаковић познат је по задужбинама у Скопљу (Üsk'üpu) гдје је саградио велику џамију на очево име, која је позната под именом Ishakijja или још и Алаџа или Шарена џамија . У Скопљу је осим ове џамије саградио и Чифте хамам и Капан хан који се и данас налазе у Старој скопској чаршији. Иако је Иса-бег Исаковић подигао више задужбина широм Османског царства, он је остао запамћен по својим објектима на обалама Миљацке, као утемељитељ једног од тада најљепших градова којег су називали и цвијет међу градовима. Као босански санџакбег одржавао је добре односе са Дубровчанима који су му често слали поклоне. Из Иса-бегове вакуфнаме види се да је имао тројицу синова: Мухамеда, Мехмед-бега и Али-бега. Не зна се тачно датум његове смрти, а укопан је највјероватније у харему Цареве џамије.
Иса-бегови наследници, као и породица Исаковића уопште и поред своје огромне ктиторске дарежљивости, није се дуго одржала у Босни. Неки историчари сматрају да је подизање многобројних задужбина показатељ да су Исабеговићи покушавали да се одрже као управитељи многобројних својих вакуфских добара, међутим централна власт из Истанбула, која је увек контролисала посједе провинцијских бегова, вјероватно је уништила и ову породицу.

## Вакуфнама Иса-бега Исаковића
Вакуфнаме или вакфије су исправе о завештању неког добра у вјерске, просвјетне, здравствене, социјалне, саобраћајне или добротворне сврхе.
Преписи Иса-бегове вакуфнаме:
1. Званични препис у сиџилу сарајевског кадије из 1254/1838, сиџил бр. 77, пп. 51-52. Гази Хусрев-бегова библиотека;
2. Препис у архиви бившег Министарства вакуфа у Истанбулу;
3. Званични препис споменутог цариградског преписа који се налазио код мутевелије Иса-беговог вакуфа у Скопљу;
4. Препис у рукописном зборнику Мухамеда Енвери Кадића, св. И, лист 158-163, Гази Хусрев-бегова библиотека 91;
5. Препис у сиџилу вакуфнама, И. стр. 250, који се данас чува у Гази Хусрев-беговој библиотеци у Сарајеву.

Вакуфнама је написана на арапском језику, на почетку вакуфнаме се налази уобичајени увод о разлозима који су навели вакифа (задужбинара) да део своје имовине да за вакуф (задужбину). Овом вакуфнамом Иса-бег завјештава текију и мост, а за њихово одржавање увакуфљује (даје у власништво задужбини) млинове у селу Бродац, данашња Бентбаша, бању (хамам) и текућу воду за њене потребе и остатак воде, хан, дућане, већи број земљишних посједа на подручју данашњег Сарајева и околине. Треба напоменути да је Иса-бег свој вакуф подигао неколико година прије коначног пада Босне под османску власт, док је још био заповједник крајишта које се протезало простором некадашњег Српског царства, од Скопља, преко Новог Пазара и усјецало у средњовјековну Босну.

## Смрт
Постоје тврдње да је Иса-бег Исаковић сахрањен иза Цареве џамије у Сарајеву и да се на његовом гробу (мезару) налази необиљежени нишан.
„Мехмед Мујезиновић најугледнији оријенталиста у БиХ, те аутор тротомног издања Исламске епиграфике у БиХ, остао је до смрти при тврдњи да је онај стари нишан иза михраба Цареве џамије, стварно мјесто укопа Иса-бега Исаковића“.